# Goodbye Novecento (singolo)
Goodbye Novecento è un singolo del cantautore italiano Antonello Venditti, pubblicato il 3 novembre 1999. Si tratta del brano d'apertura dell'album omonimo.

## Il videoclip
Il video del brano è della regia di Stefano Salvati, girato nel periodo invernale a Bologna, dove viene più volte inquadrata la centrale piazza Santo Stefano.